# Gliese 105
Gliese 105  (även känd som 268 G. Ceti)  är en trippelstjärna belägen i norra delen av stjärnbilden Valfisken. Den har en skenbar magnitud av ca 5,83 och är mycket svagt synlig för blotta ögat där ljusföroreningar ej förekommer. Baserat på parallax enligt Gaia Data Release 3 på ca 138,4 mas beräknas den befinna sig på ett avstånd av ca 23,5 ljusår (ca 7,2 parsec) från solen. Den rör sig bort från solen med en heliocentrisk radialhastighet av ca 26 km/s.

## Egenskaper
Primärstjärnan Gliese 105 A (även betecknad HD 16160) är en orange till gul stjärna i huvudserien av spektralklass K3 V Den har en massa av ca 0,7 solmassa, en radie av ca 0,65 solradie och utsänder energi från dess fotosfär motsvarande ca 0,26 gånger solen vid en effektiv temperatur av ca 4 800 K. Stjärna är ovanlig eftersom dess utbrott verkar inte överensstämma med Waldmeiereffekten – det vill säga de starkaste utbrotten av HD 16160 är inte de som kännetecknas av det snabba utbrottet.
En närliggande stjärna har en liknande egenrörelse som Gliese 105 A och antas vara fysiskt förbunden med primärstjärnan och betecknas Gliese 105 B. De två har en uppskattad separation på 1 200 astronomiska enheter (AE). Den är en BY Draconis-variabel vars ljusstyrka varierar mellan skenbar magnitud 11,64 och 11,68 och har av den anledningen fått beteckningen BX Ceti. Den är en röd stjärna i huvudserien av spektralklass M4.0 V har en massa av ca 0,25 solmassa, en radie av ca 0,28 solradie och har en effektiv temperatur av ca 3 300 K.
En tredje följeslagare, känd som Gliese 105 C, ligger mycket närmare A, för närvarande (2000)  på ett avstånd av cirka 24 AE. Paret AC har en beräknad omloppstid på cirka 70 år. Medan Gliese 105 C har upptäckts direkt har den också observerats att störa Gliese 105 A från sitt vanliga läge. Från det uppskattas dess omloppsbana ha en hög excentricitet på cirka 0,64 och en halv storaxel på 17 AE. Gliese 105 C är en extremt svag röd dvärg. Den har en massa av ungefär 8 - 9 procent av solens massa, och den är ungefär 20 000 gånger svagare i visuella bandet än dess moderstjärna  – på ett avstånd av 1 AE skulle den bara vara fyra gånger ljusare än fullmånen.